# Schlacht am Vadimonischen See (283 v. Chr.)
Die zweite Schlacht am Vadimonischen See fand wohl 283 v. Chr. statt. Den römischen Truppen stand dabei ein Heer aus Galliern (Senonen und Boiern) sowie Etruskern gegenüber. Letztere hatten sich nach der Niederlage der Römer gegen die Kelten bei Arretium (Arezzo) mit den Sennonen verbündet. Das römische Heer wurde vom Konsul Publius Cornelius Dolabella befehligt. In der Schlacht blieben die Römer siegreich und sorgten so dafür, dass die Etrusker nun endgültig der römischen Herrschaft unterworfen wurden. Der Hauptort der Senonen wurde daraufhin unter dem Namen Sena Gallica (heute Senigallia) zur römischen Kolonie.